# Stazione di Minami-Tama
La stazione di Minami-Tama (南多摩駅?, Minami-Tama-eki) è una stazione ferroviaria della città di Inagi, nell'area suburbana di Tokyo, in Giappone, che serve la linea Nambu della JR East. A breve distanza si trova la stazione di Koremasa dove è possibile interscambiare con la linea Seibu Tamagawa.

## Linee
East Japan Railway Company
■ Linea Nambu

## Struttura
La stazione, originariamente in superficie, sta venendo gradualmente portata in viadotto, e al momento dispone di un binario in superficie con un marciapiede laterale, e uno su viadotto con un marciapiede laterale. Il termine dei lavori per lo spostamento totale dei binari sul viadotto sono al momento fissati a fine 2013. Sono presenti ascensori, servizi igienici e tornelli automatici con supporto alla biglietteria elettronica Suica, e una biglietteria presenziata.
| 1 | ■ Linea Nambu |  | per Fuchū-Hommachi e Tachikawa                  |  |
| 2 | ■ Linea Nambu |  | per Noborito, Musashi-Kosugi, Shitte e Kawasaki |  |

## Stazioni adiacenti
| «              | Servizio      | »              |
| Linea Nambu    | Linea Nambu   | Linea Nambu    |
| -------------- | ------------- | -------------- |
| Inagi-Naganuma | Locale Rapido | Fuchū-Hommachi |